# Casanova (serie de televisión de 2005)
Casanova es una miniserie del Reino Unido en  tres episodios del año 2005. Ganó dos premios al mejor vestuario y a la mejor iluminación y fotografía en la gala de los Royal Television Society Awards. La serie, escrita por Russell T Davies y estrenada originalmente en BBC Three, está basada en las memorias de Giacomo Casanova, y protagonizada por David Tennant como el joven Casanova, y Peter O'Toole en su versión anciana.

## Argumento
Giacomo Casanova, el magistral seductor acaba como un anciano bibliotecario de un castillo en Bohemia, allí narra su vida a la joven Edith. De como intenta entrar en los círculos de la alta sociedad de Venecia donde conoce a Henriette, una mujer que siempre estará en su pensamiento a pesar de su exilio, sus viajes por las cortes europeas y sus innumerables escarceos amorosos.

## Producción
La productora ejecutiva Julie Gardner le encargó la serie a Russell T Davies cuando trabajaba en London Weekend Television, que pertenecía a Granada Television. Sin embargo, después de Gardner se convirtiera en la nueva directora de dramáticos en BBC Wales en 2003, contrató a Davies para que escribiera la serie para la BBC en su lugar, como parte del trato que le convirtió a Davies también en productor ejecutivo y director de guiones de Doctor Who (en la que Tennant después interpretó al Décimo Doctor), serie que también supervisó Gardner y se hizo en BBC Wales. Fue el papel de Tennant como el joven Giacomo el que llevó a Davies a elegirle en Doctor Who para el Décimo Doctor.